# Trio fortepianowe g-moll op. 2 (Melcer-Szczawiński)
Trio fortepianowe g-moll op. 2 (Melcer-Szczawiński) – trio na fortepian, skrzypce i wiolonczelę g-moll op. 2 skomponowane przez Henryka Melcera-Szczawińskiego w latach 1892–1894 w Wiedniu podczas studiów pianistycznych u Teodora Leszetyckiego.

## Informacje ogólne
Neoromantyczne Trio fortepianowe op. 2 zostało wykonane wraz z I Koncertem fortepianowym e-moll i dwoma miniaturami fortepianowymi z cyklu Morceau caracteristique na Konkursie Kompozytorskim i Pianistycznym im. Antona Rubinsteina w Berlinie w 1895 roku. W skład jury wchodzili m.in.: Ferruccio Busoni, Charles-Marie Widor, Karl Klindworth, Julius Johanssen. Trio zostało wykonane z udziałem Autora 20 VIII 1895 roku. Jako kompozytor, Melcer za wymienione utwory otrzymał pierwsza nagrodę w wysokości 5000 marek, jak również nagrodę trzecią w sekcji pianistycznej. 10 stycznia 1896 roku w Warszawie, odbyło się publiczne prawykonanie Tria g-moll: Melcerowi partnerowali Stanisław Barcewicz i Adam Cinek. Pierwsze wydanie: Ries u. Erler, Berlin, ok. 1900 r.

## Budowa
Trio fortepianowe g-moll op. 2 zawarte jest w układzie czteroczęściowym:
- cz. I. Moderato – Allegro – Tempo I (Moderato) – Allegro – Presto – Tempo I (Moderato),
- cz. II. Andante con moto – Poco più mosso – Tempo I – Poco più mosso,
- cz. III. Vivace,
- cz. IV. Allegro con fuoco.

## Analiza
- Część pierwsza (Moderato) napisana w formie allegra sonatowego.
- Część druga (Andante con moto) napisana w schemacie trzyczęściowym ABA.
- Część trzecia (Vivace) również wykorzystuje formalny schemat ABA.
- Część czwarta (Allegro con fuoco) reprezentuje formę allegra sonatowego w tonacji G-dur.

## Nagrania płytowe
- The Warsaw Trio: Joanna Ławrynowicz, Andrzej Gębski, Jarosław Domżał, AP0111, Acte Prealable 2004.
- Joanna Okoń, Anna Wróbel, Natalya Zubko, AP0333, Acte Prealable 2014.

## Nagranie radiowe
- Jerzy Lefeld/fortepian, Igor Iwanow/skrzypce, Halina Kowalska/wiolonczela; Polskie Radio, V 1958.